# Oberea myops
Oberea myops là một loài bọ cánh cứng trong họ Cerambycidae.